# Đức vua và tôi (phim truyền hình)
Đức vua và tôi (tiếng Hàn: 왕과 나; Hanja: 王과 나; Romaja: Wanggwa Na) là một bộ phim lịch sử Hàn Quốc, phim được chiếu trên SBS từ 27 tháng 8 năm 2007 đến 1 tháng 4 năm 2008 vào mỗi thứ 2 và thứ 3 lúc 21:55.

## Nội dung
Sau khi cha mình là Vương thế tử qua đời, Lee Hyeol cùng mẹ của mình là Tần cung Hàn thị buộc phải rời khỏi cung. Kim Cheo-sun, một đứa trẻ bị bỏ rơi được một pháp sư nhận nuôi, được sinh cùng một ngày với Lee Hyeol, hai đứa trẻ được dự đoán sẽ mang một số mệnh hết sức đặc biệt. Cheo-Seon được dự đoán có số mệnh Tam năng-tam vô, tức là có tướng tá tráng sĩ nhưng không được làm đàn ông thật sự, được hiền thê từ mẫu yêu thương nhưng không sinh được con nối dòng, là trung thần của vương thất nhưng lại không được liệt vào hàng quan lại mà chỉ là thái giám. Và điều đó đã ứng nghiệm. Hai đứa trẻ cùng gặp và cùng cảm mến tiểu thư nhà sĩ đại phu là Yoon So-Hwa, nhưng Lee Hyeol và So Hwa đã cùng nguyện rằng sẽ trở thành của nhau, còn Cheo-Sun vẫn tiếp tục chôn giấu mối tình với nàng tiểu thư So Hwa. Từ khi Thế Tổ đại vương giành được ngôi vị, vương thất xảy ra những cuộc xung đột nội bộ nhằm tranh giành quyền lực. Ngai vàng một lần nữa thay chủ khi Duệ Tông đại vương bị hạ độc qua đời, người được chọn nối ngôi chính là Lee Hyeol (Thành Tông đại vương), và những công thần có thế lực buộc nhà vua phải cưới tiểu thư họ Hàn, là Cung Huệ vương hậu. Vì gia đình trở nên sa sút nên So Hwa không được vương thất chọn làm vương phi, nhưng nhà vua vẫn nhớ lời hứa năm xưa và tình yêu với So Hwa. Nhờ sự đồng ý của Đại Vương Đại phi, cuối cùng So Hwa cũng được nhập cung và phong làm Thục nghi, cùng với Yoon Thục Nghi. Cheo-sun vẫn luôn theo và bảo vệ cho So Hwa, anh đồng ý trở thành con nuôi của Đại giám Jo Chi-gyeom, Cheo-sun tự tay tịnh thân để có cơ hội trở thành nội giám, nhập cung để gần bên So hwa. So Hwa sau đó sinh được Vương tử và ngày càng được sủng ái, nhưng lại không được Đại phi yêu mến. Sau khi Vương hậu Cung Huệ qua đời, ngôi vị chính thất bỏ trống. Cuộc tranh giành ngôi vị trung cung điện diễn ra quyết liệt, Nghiêm thục nghi và Trịnh thục dung nhờ thế lực công thần phía sau nhiều lần bày phen hãm hại So Hwa cùng Yoon Thục nghi. May mắn sinh được hoàng tử và sự nỗ lực thuyết phục Đại phi đồng ý, cuối cùng Lee Hyeol cũng phong So Hwa làm Vương hậu.
Cheo sun và Đại giám Jo Chi-gyeom lúc đó cũng gặp phải những thế lực chống đối từ Nội phủ và triều đình. So hwa và Đại phi nương nương thường xuyên xảy ra xung đột, Trịnh thục dung và Nghiêm thục nghi thèm muốn ngôi vị vương hậu, liên tục bày mưu hãm hại nhằm li gián tình cảm giữa nhà vua, Đại phi với So Hwa, và mọi thứ đã trở nên tồi tệ khi nhà vua có tình nhân bên ngoài và dần mất niềm tin vào So Hwa.
Yeom quý nhân cùng Jeong thục dung dùng long thai bị sảy trong bụng vu cáo cho So Hwa dùng chất độc thạch tín và tàng trữ bùa chú ám hại Đại phi nương nương, nhà vua không còn tin So Hwa và nghĩ nàng ghen tuông vô lối. Trong một cuộc tranh luận, So Hwa vô tình làm Lee Hyeol bị thương, Đại phi biết được và ra lệnh phế truất So Hwa, đuổi ra khỏi cung, trở thành phế phi, để lại vương tử Lee Yung.Thục nghi Yoon thị sau đó được phong làm vương phi (Vương hậu Jeonghyeon), yêu thương Lee Yung như con ruột. Các thế lực trong vương thất cùng Đại phi nương nương tiếp tục lo ngại So Hwa sẽ làm ảnh hưởng đến Vương tử nên đã quyết định ban thuốc độc cho cô. Kim Cheo-sun vô cùng bất lực vì không bảo vệ được So Hwa và cũng chính Cheo-Sun là người đã tiễn So Hwa lúc lìa đời.
Vương tử kế vị trở thành Yên Sơn Quân, ban đầu là một vị vua anh minh hòa nhã. Cheo-sun khi đó đã trở thành Đại Giám và với lời hứa năm xưa với So Hwa, ông vẫn bên cạnh phò trợ cho con của cô. Một số vị đại thần thất sủng đã tiết lộ bí mật về cái chết của phế phi mẹ ông, nhà vua trở nên một bạo chúa, giết chết tất cả những người có liên quan đến cái chết của phế phi, hành hạ đến chết Quý nhân Jeong thị cùng Quý nhân Yeom thị và các cung nữ, xúc phạm Đại vương đại phi Insoo, ông trở nên hoang dâm vô độ và giết chết cả Cheo-sun, đưa Triều Tiên vào thời kỳ đen tối. Sau đó Yên Sơn Quân bị các đại thần lật đổ, tôn em trai của ông là Lý Dịch lên ngôi, trở thành Triều Tiên Trung Tông.

## Phân vai

### Vai chính
- Oh Man-seok vai Kim Cheo-sun
  - Joo Min-soo vai Cheo-sun lúc nhỏ
- Ku Hye-sun vai Yoon So-hwa, sau này là Vương hậu Jeheon hay Phế phi Yoon thị
  - Park Bo-young vai Yoon So-hwa lúc nhỏ
- Go Joo-won vai Seongjong Đại Vương
  - Yoo Seung-ho vai Giả Sơn quân lúc nhỏ (sau này là vua Seongjeong)
- Jun Kwang-ryul vai Jo Chi-gyeom
- Yang Mi-kyung vai Đại vương Đại phi Jaseong (hay Vương hậu Jeonghui)
- Jeon In-hwa vai Vương đại phi Insoo (hay Vương hậu Sohye)
- Lee Jin vai Vương hậu Jeonghyeon/Thục nghi Yoon thị
- Ahn Jae-mo vai Jung Han-soo
  - Baek Seung-do
- Jeon Hye-bin vai Seol-young
- Yang Jung-a vai Ngô thị (mẹ của Cheo-sun)
- Yoon Yoo-sun vai Chol hwa (mẹ nuôi của Cheo-sun)

### Vai phụ
- Shin Goo vai Noh Nae-sh
- Jung Tae-woo vai Yên Sơn Quân
- Han Da-min vai Cung Huệ vương hậu Hàn thị
  - Kim Hee-jung vai Cung Huệ vương hậu niên thiếu
- Yoon Hye-kyung vai Nghiêm Quý nhân
- Han So-jung vai Trịnh Quý nhân
- Kim Soo-mi vai Old So-gwi
- Kim Jong-gyul vai Hàn Minh Quái
- Yoon Yoo-sun vai Wol-hwa
- Kang Nam-gil vai Choi Cham-bong
  - Jung Yoon-suk vai Yi Yung,
- Kim Sa-rang vai Eoudong
- Oh Soo-min vai Thục viên Jang Nok-su

## Giải thưởng
2007 SBS Drama Awards
- Top Excellence Award, Actor Jun Kwang-ryul
- Excellence Award, Actor in a Serial Drama: Oh Man-seok
- Top 10 Stars: Jun Kwang-ryul
- Best Teen Actor: Yoo Seung-ho
- Best Teen Actor: Joo Min-soo
- Best Teen Actress: Park Bo-young
- Achievement Award: Shin Goo
- New Star Award: Ku Hye-sun